# Милица Ђукић
Милица Ђукић (Сента, 28. јул 1979) пореклом је црногорска позоришна, телевизијска и филмска глумица, редитељ, продуцент, сценарист, теоретичар глуме и оснивач Позоришта глумца аутора.

## Биографија
Милица Ђукић је рођена у Сенти, 28. јула 1979. године. Дипломирала је глуму и магистрирала ФТВ продукцију у Београду. Била је стални члан Народног позоришта у Београду, Србији, као и гостујући члан Атељеа 212, БИТЕФ И БЕЛЕФ фестивала. Наступала је у Немачкој као гостујући члан куће Шаушпилхаус Бохум.
Са успехом је играла на енглеском и немачком у позоришту и на филму у Европи. Као магистар продукције и независни продуцент продуцирала је 3 ТВ серијала и преко 30 ТВ драма, кратких и средњеметражних филмова.
Објавила је у Србији као црногорска глумица и теоретичар глуме 6 књига и као самостални издавач 5 е-књига. Теме у књигама су: фундирање тренинга у обуке глумца које признаје сценски текст, и поступке декомпоновања и синтезе улоге као и поништења улоге, глума у постдрамском позоришту, глума на филму и глума у опери. Позориште глумца аутора, различите врсте и типови концентрације глумца аутора и технике глумца аутора у позоришту, филму, телевизији и опери.
Укупан рад у глуми Милице Ђукић посвећен је фундирању наслеђа и будуће традиције црногорске технике и теорије глуме.
Осим српског говори енглески, немачки и српскохрватски језик.

## Филмографија
| Год.     | Назив                                               | Улога                      |
| -------- | --------------------------------------------------- | -------------------------- |
| 1990.-те |                                                     |                            |
| 1998.    | За љубав је потребно                                | Млађа сестра               |
| 1999.    | Ексампле                                            | девојка                    |
| 2000.-те |                                                     |                            |
| 2000.    | Историја моје болести                               | медицинска сестра          |
| 2003.    | The Last Horror Movie                               | Гост на венчању            |
| 2003.    | Erase Care                                          | Водич                      |
| 2004.    | Il servo ungherese                                  | Јулијана                   |
| 2009.    | Бела лађа                                           |                            |
| 2009.    | Буђење                                              | Марина                     |
| 2010.-те |                                                     |                            |
| 2010.    | Мој рођак са села                                   | Помоћница код Шарчевићевих |
| 2012.    | The Touch                                           | мајка                      |
| 2012.    | Вида Јоцић испод Вела Историје 48965                |                            |
| 2012.    | Савршена жена                                       | Јасмина                    |
| 2012.    | Између два времена                                  | Мила Анђелић               |
| 2012.    | Тунел или Слобода                                   | Рејчел                     |
| 2012.    | Опис слике                                          | Жена                       |
| 2012.    | Опис слике                                          | Мата Хари подземља         |
| 2014.    | They Told Me to Throw It Away, Only to Last Forever | Девојка на мосту           |
| 2014.    | Race the Pain, Look at That Hat                     | Mилика                     |
| 2014.    | Ferry Smart                                         | Певачица                   |
| 2014.    | Just as We Are                                      | Джун                       |
| 2014.    | Протест 1 и 2                                       | Клер                       |
| 2014.    | Пожури, нeстаће                                     | Девојка у шуми             |
| 2014.    | Identitet/Tattooed Papers                           | Модел                      |
| 2014.    | Actor-author and the Rubic Web of Sensations        | Играчица                   |
| 2014.    | Задржи поглед                                       | Налазач пута               |
| 2014.    | Гашење репрезентације                               | Писац                      |
| 2014.    | Malefic Island                                      | Теоретичар                 |
| 2014.    | Abolishment: Против индустрије масовног злочина     | Теоретичар                 |
| 2014.    | St. A. Artaud                                       | Теоретичар                 |
| 2014.    | Denouncement                                        | Хела                       |
| 2014.    | Against the Menace                                  | Хела                       |

## Књиге
1. Позориште ослобођење жеље,  978-86-7564-542-9.
2. Глумац се припрема — Глума у опери — Глума на филму,  978-86-7564-544-3.
3. Ка Театру спонтаности,  978-86-7564-546-7.
4. Време између – Позориште ослобођене жеље II,  978-86-7564-543-6.
5. Марлен Дитрих и Лени Рифенштал,  978-86-7564-540-5.
6. Глума у филму немачког експресионизма
7. Глумац и рубичка мрежа — Скице о глуми на телевизији — остали текстови
8. Мисли о обуци глумца — Извођење промене — Мисли о глуми
9. Рад са глумцима у опери II — Отварање архетипа — Глумачка Библија
10. Ка позоришту чисте мисли – Остали текстови и један сценарио